# Hellevoetsluis
Hellevoetsluis (pronunciationⓘ) (dân số: 40,164 người trong năm 2004) là một đô thị on Voorne-Putten Island in the phía tây Hà Lan, trong tỉnh Zuid-Holland. Đô thị này có diện tích 46,14 km² (17,81 mile²) trong đó 14,57 km² (5,63 mile²) là diện tích mặt nước.
Đô thị Hellevoetsluis cũng bao gồm các trung tâm dân cư Nieuw-Helvoet, và Nieuwenhoorn.